# Orsini
Orsini, tudi Družina Orsini, je italijanska plemiška družina, ki spada k najbolj vplivnim knežjim rodbinam. Bila je močna v srednjem veku in v času rimske renesanse, kadar je dala Cerkvi več papežev in mnogo drugih verskih, kulturnih in političnih osebnosti. 
Iz družine Orsini izhaja namreč pet papežev - če upoštevamo tudi prva dva, katerih poreklo ni čisto dognano.
Družina Orsini je dala vrh tega kar 34 kardinalov, številne vojskovodje, kakor tudi druge znamenite osebnosti.

## Zgodovina

### Izvor
Plemiška družina Orsini je bila med najmočnejšimi, najvplivnejšemi, najbogatejšimi in najuglednejšimi v Rimu in Italiji, razčlenjena v številne veje, ter v sorodstvo s cesarsko in kraljevimi hišami po vsej Evropi. 
Glede na njihovo lastno družinsko legendo izhajajo Orsinijci iz Julijsko-klavdijske rodbine v antičnem Rimu. 

### Zgodovinski predstavniki
Zgodovinsko pa jo lahko spremljamo od preloma prvega tisočletja po Kr. O njenem poreklu in začetkih obstajajo izredno različna mnenja in nepopolna poročila. 
Rodovina Orsini je pradavna
Bovio v spisu Della chiesa di S. Lorenzo in Damaso meni, da je bil prednik Orsinijevih neki Mandila, sin gotskega stotnika, ki se je kot otrok hranil z medvedjim mlekom in se ga je zato prijel nadimek Orsino, tj. Medvedek. 
De Novaes v  svoji Zgodovini papežev (Introduzione alle vite de' sommi pontefici o siano Dissertazioni storico-critiche per servire d'intero rischiarimento a diversi punti nelle vite medesime contenuti. Rim 1822) pravi, da je bil začetnik družine Caius Ursus Flavius (lat. Caio Orso Flavio), ki je živel v času cesarja Konstancija, sina Konstantina Velikega. 
Papež Celestin III.
Dognano pa je zgodovinsko dejstvo, da je 998 obstajal v Rimu Ursus (Ursus de Baro), leta 1032 pa Konstantin Ursujev (Constantinus Ursi). Splošno znana pa postane družina Orsini v 12. stoletju. Takrat je bil izvoljen iz njenih vrst za rimskega papeža sin Petra Boboneja (Pietro Bobone) Hiacint (latinsko Hyachinthus, italijansko Giacinto Bobone ali Bobo), iz plemenite rodbine Orsinijevih v Rimu leta 1106. Imenovali so ga tudi Giacinto Boccardi. . V zgodovino se je zapisal ne le kot papež Celestin III., ampak tudi po nepotistični velikodušnosti do svojih nečakov iz družine Bobone, zlasti pa do Orsa di Bobone, rodonačelnika te družine. 
Matteo Rosso
Pravi ustanovitelj družinske moči pa je vsekakor Matteo Rosso – imenovan tudi Matteo Rosso il Grande ali Matteo Rosso Orsini (=Matej Rdeči Veliki, Matej Rdeči Medvedov; 1178–1246), ki je bil vnuk Orsa in sin Giovannija Gaetana, gospodarja Vicovara; on je napisal oporoko 1246, nekaj dni pred svojo smrtjo, ko je vse premoženje prepisal na svoje potomce - sam pa se je kot tretjerednik posvetil Bogu. Že 1195 je pridobil več okoliških mest. Naklonjen je bil svetemu Frančišku, Cerkvi in papeštvu, kar je postala značilnost celotne rodovine Orsini.
Z naklonjenostjo papeštvu je Rosso prišel v stik ne le z drugimi plemiškimi, ampak tudi s kraljevimi in cesarsko družino. Njegovo družinsko deblo pa se je po Evropi tako razrastlo, da ga danes ni mogoče več spremljati; zlasti se je ta rodovina iz domačega Rima razširila po Piemontu (Rivalta, Trana in Orbassano), Franciji (Jouvenel des Ursins), Nemčiji (Rosenberg, Anhalt in Hannover) – pa tudi po ZDA.
Matteo Rosso je 1241 kot rimski senator obvaroval Rim pred napadi svetorimskega cesarja Friderika II. in zasedel trdnjavo družine Colonna – Avgustov mavzolej. Orsinijevi so bili namreč vedno popolnoma predani Cerkvi in papeštvu, kar so dokazali tudi pri zdrahah okoli Bonifacija VIII.
Člani te družine so bili gonilna sila delovanja Cerkve v 13. stoletju. Najvidnejša osebnost je papež Nikolaj III., ki je obilno podpiral svoje sorodnike in jih izbiral za visoke cerkvene službe, ki so jih pa tudi brez očitkov opravljali. Vse to je pripomoglo k ugledu celotne družine Orsini. 
Matteo Rubio Orsini, kardinal
Matteo Rubio – imenovan tudi Matteo Rosso Orsini (1230–1305) je tudi bil nečak papeža Nikolaja III. ter kardinal-diakon pri S. Maria in Portico. 1277 ga je imenoval stric papež za nadduhovnika (arciprete) pri Baziliki sv. Petra, kakor tudi za upravnika bolnice Santo Spirito in Sassia, pa tudi za zavetnika Reda manjših bratov, tj. frančiškanov. 1287 je postal kardinal. 
Med konklavom 1294 – po odpovedi Celetina V. je pri glasovanju – po poročanju zgodovinarja Sifrida že v prvem krogu dobil večino glasov, vendar je izvolitev zavrnil. Nekateri zato menijo, da Dante cika prav na Rubia, ko popotnika (Dante in Vergil) opazita v peklu:
| Italijanski izvirnik                                  | Slovenski prevod                                                    |
| ----------------------------------------------------- | ------------------------------------------------------------------- |
| lombra di colui che fece per viltade il gran rifiuto. | senco dotičnika, ki je iz strahopetnosti zagrešil veliko zavrnitev. |

Umrl je 1305 v Rimu. Nasprotoval je prenosu Svetega Sedeža iz Rima v Avignon, kar je pod hudimi pritiski končno storil Bonifacijev drugi naslednik, francoski Klemen V.. 
Pokopali so ga v kapeli San Pastore v Vatikanu. Po izročilu so devet let po pogrebu našli njegovo truplo nestrohnjeno. 
Napisal je več del v latinščini: De auctoritate Ecclesiae, Epistolas varias, Theologica quedam.
Latino Malabranca Orsini
Latino Malabranca Orsini (* v Rimu ? † 10. avgust 1294 v Perugii), je bil katoliški kardinal, nečak papeža Nikolaja III. Postal je lektor na Studium conventuale pri Santa Sabina na rimskem Aventinu.
Postal je prior tistega dominikanskega samostana, kjer je bil moderator študija sveti Tomaž Akvinski od 1265 do 1267, preden se je vrnil v Pariz. Brat Latino je bil definitor (izvoljeni poslanec) na provincialnem zboru v Orvietu 14. septembra 1261.
Pod papežem  Urbanom IV. (1261–1264) je bil vrhovni inkvizitor za dominikance, ter je postal naslednik svojega strica kot poglavar Rimske inkvizicije 1278.
Giovanni Gaetano
Giovanni Gaetano (* 1285 † 27. avgust 1335) je tudi bil nečak papeža Nikolaja III. in pravnuk Mattea Rossa. Kardinal je postal 17. decembra 1316.

### Razne veje Orsinijev
Od najstarejših časov se je rodbina Orsinijev delila na številne družinske veje, med katerimi so se nekatere ohranile do danes, druge pa so se posušile oziroma izumrle v moških potomcih; navajamo nekaj najbolj znanih: 
1. Monterotondo – družinska veja senatorja Mattea Rossa se je začela z njegovim sinom Rinaldom; obstajala je do 1650.
2. Drugi sin Mattea Rossa, Gentile, je začetnik knezov iz Nole, Pitgliana in Soane.
3. Tretji sin Napoleona je postal knez Gravine (1255). Njegovi potomci so kot knezi Bracciana obstajali do 1698; veja knezov od Gravine pa še vedno živi.
4. Veja knezov iz Nole je izumrla 1528.
5. Od brata Mattea Rossa Napoleona je nastala veja knezov od Manoppella, ki je izumrla 1553.
6. Veja knezov od Pitigliana pa je izumrla 1640.[18]

### Sprava med družinama Orsini - Colonna
Družina Orsini je bila znana tudi po malodane trajnem hudem sporu z družino Colonna zaradi prevladujočega vpliva v Rimu; medtem ko so bili "Medvedovi" (=Orsini) vedno vdani papežem, so bili njihovi nasprotniki "Stebri" (Colonna) po navadi v službi papeških nasprotnikov najsibo cesarjev ali kraljev. Končno je nasprotja končala bula Julija II. leta 1511. 
Leta 1571 pa sta se vodja obeh družin poročila z nečakinjama Siksta V. Nato so zgodovinarji zapisali, da "ni bilo sklenjenega med krščanskimi knezi nobenega miru, v katerega ne bi bili družini poimensko vključeni".

## Pomembne osebnosti

### Papeži iz družine Orsini
Iz družine Orsini izhaja pet papežev - če upoštevamo tudi prva dva, katerih poreklo ni čisto dognano: 
1. Štefan II. (752–757)
2. Pavel I. (757–767)
3. Celestin III. (1191–1198)
4. Nikolaj III. (1277–1280)[20]
5. Benedikt XIII. (1724–1730).[2]

- Papež Štefan II.
- Darovnica Pipina Malega Štefanu II 
(Quierzyjska pogodba 754) ustvari Papeško državo.
- Sveti Pavel I.
- Pečat papeža Pavla I. z grškim napisom: ΠΑΥΛΟΥ (Paulou tj. "od Pavla")
- Papež Celestin III. je krmaril Petrovo ladjo skozi nemirne vode
- Papež Celestin obdaruje križnike.
- Papež Nikolaj III.
- Freska v “Sancta sanctorum” (1280): Nikolaj III. podari cerkev svetima Petru in Pavlu
- Papež Benedikt XIII. (olje na platno, 18. stoletje)
- Agostino Masucci (1691–1758) 
 Benedikt XIII. jaha na konju

### Kardinali
(Sledijo si po časovnem redu; v oklepaju je leto imenovanja)
1. Pietro Orsini (1181);
2. Matteo Rubeo Orsini (1262);
3. Latino Malabranca Orsini OP (1278);
4. Giordano Orsini (kardinal 1278) (1278);
5. Napoleone Orsini (1288);
6. Francesco Napoleone Orsini (1295);
7. Matteo Orsini OP (1327);
8. Rinaldo Orsini (kardinal) (1350);
9. Giacomo Orsini (1371);
10. Poncello Orsini (1378);
11. Tommaso Orsini (1382 ali 1385);
12. Giordano Orsini (kardinal 1405) (1405);
13. Latino di Carlo Orsini (1448);
14. Cosma Orsini OSB (1480);
15. Giovanni Battista Orsini (1483);
16. Franciotto Orsini (1517);
17. Flavio Orsini (1565);
18. Alessandro Orsini (1615);
19. Virginio Orsini (kardinal) (1641);
20. Domenico Orsini d'Aragona (1743).

### Drugi predstavniki Orsinijev
(Sledijo si po abecednem redu)
- Clarice Orsini (1453–1488), žena Lorenza Veličastnega;
- Giovanni d'Epiro|Giovanni Orsini, grof od Kefalonije in Zante ter epirski despot 1323–1335;
- Giovanni Antonio Orsini del Balzo (1401–1463), vojskovodja, knez Taranta, barski vojvoda in grof Lecca;
- Giovanni Battista Orsini (neznano–1476), Veliki mojster suverenega malteškega reda 1467–1476;
- Latino Orsini (1530–1580), vojskovodja in vojaški znanstvenik;
- Mondilio Orsini (1690–1751), nadškof Capue (1728–1743), nečak Benedikta XIII.;
- Niceforo II. Epirski (1329–1359), vojskovodja in vladar Epira;
- Paolo Orsini (1369–1416), vojskovodja, gospod Gallese in vrhovni poveljnik;
- Rinaldo Orsini, vojskovodja, vojvoda v Tagliacozzu, grof Albe e gran connestabile del Neapeljskega kraljestva.